# 北极星黎明
北极星黎明（英語：Polaris Dawn）是一次私人载人航天飞行任务，由德拉肯国际創辦人贾里德·艾萨克曼委托SpaceX运营，也是北极星计划三个任务中的第一个。该任务于2024年9月10日作为载人龙飞船的第14次载人轨道飞行发射，贾里德·艾萨克曼和他的三名船员——斯科特·波蒂特、莎拉·吉利斯和安娜·梅农——正沿着一个距地球1400公里（870英里）大椭圆轨道飞行，这是自NASA阿波罗计划以来人类到达过最远的外层空间，可令本次任务的航天员穿过范艾伦辐射带的部分，研究太空辐射及太空飞行对人体健康的影响。在任务后期，机组人员进行了首次商业出舱活动。
北极星黎明任务还竖立了其他多个里程碑：安娜·梅农和莎拉·吉利斯成为了曾离地球最远的女性，其中30岁的吉利斯是迄今为止参加过出舱活动最年轻的宇航员。此次出舱活动期间，同时暴露在宇宙真空中的人数（四人）也创下了新纪录。
9月15日，北极星黎明成功濺落返回地球。

## 历史
北极星计划最早由贾里德·艾萨克曼于2022年2月宣布，此时距离首次全私人宇航员任务灵感4号的发射仅过去了五个月，而后者也是艾萨克曼支持的项目之一。开发任务所需的技术是该项目计划的一部分，包括舱外活动 (EVA) 宇航服、龙飞船与星链卫星间的激光通信链路，以及针对载人飞船缺少气闸舱的适应措施 。 
该项目原定在2022年底进行火箭发射，但由于宇航服的设计及SpaceX测试卫星间激光通信链路中出现的技术问题，发射计划遭遇多次延误。2022年10月，发射时间被推迟至次年3月，后又于2023年2月延至不早于年中。最后被推迟到2024年，直到艾萨克曼在2月确定发射时间定于当年4月。6月7日，艾萨克曼再次宣布发射时间将不早于7月12日。三周之后，北极星计划的推特账号称最早的发射日期为7月31日。
2024年7月12日，由于猎鹰9号火箭上面级发生故障，任务又一次被推迟。相关事故原因被排除后，7月26日的新闻发布会上空叉的龙飞船任务管理总监莎拉·沃克宣布，北极星黎明号将在NASA载人9号任务之后的“夏末”发射，任务日期原定不早于8月18日，但后来再度被推迟。SpaceX随后在8月7日表示，其目标发射时间是8月26日，后发射日期又延宕一天至8月27日，以便“提供给团队更多时间完成飞行前检查”。因为着陆点的天气原因，日程进一步延期，最终定于2024年9月6日凌晨起飞。
载人龙飞船坚韧号发射前，曾就设计进行过一些调整，对载人飞船内部进行的几项改动安装了额外的氮气和氧气罐，一个带有机械支撑（被称作“天行者”）的舱门取代对接端口，前舱门也完成了机械化。
8月21日，龙飞船坚韧号抵达肯尼迪航天中心 LC-39A发射台中心的水平集成设施与猎鹰9号助推器B1083和第二级进行集成。8月24日凌晨，运输安装机驶出水平集成设施，将火箭运送至发射台并在塔架旁竖立起来。8月25日，机组人员完成了干式彩排和静态点火测试。考虑到5天后太空舱返回时着陆场周围的天气状况，又经历一系列的延误，北极星黎明号才最终于2024年9月10日成功发射。

## 机组人员
| 岗位      | 乘员                      | 乘员                      |
| --------- | ------------------------- | ------------------------- |
| 指令长    | 贾里德·艾萨克曼 第2次飞行 | 贾里德·艾萨克曼 第2次飞行 |
| 飞行员    | 斯科特·波蒂特 第1次飞行   | 斯科特·波蒂特 第1次飞行   |
| 任务专家1 | 莎拉·吉利斯 第1次飞行     | 莎拉·吉利斯 第1次飞行     |
| 任务专家2 | 安娜·梅农 第1次飞行       | 安娜·梅农 第1次飞行       |

41岁的艾萨克曼担任任务指挥官，主要负责飞船操作。50岁的退役空军战斗机飞行员斯科特·波蒂特担任飞船驾驶，协助艾萨克曼完成飞船操作工作。机组人员包括还包括SpaceX员工萨拉·吉利斯（30岁）和安娜·梅农（38岁），两人担任任务专家。吉利斯是该公司的高级太空运营工程师，负责私人太空飞行任务的机组人员培训，她与艾萨克曼一起进行了出舱活动。梅农是该公司的首席太空运营工程师和任务主管，作为此次任务的机上医务官。她先前在NASA担任生物医学飞行控制员六年时间，负责监督国际空间站的任务工作，也包括几次出舱活动。

## 任务描述
北极星黎明飞行轨道在地球上空约500公里处，乘员们将使用SpaceX设计的舱外活动（EVA）宇航服尝试有史以来第一次商业舱外活动，该宇航服由目前的舱内服（IVA）升级而成。乘员们计划将在太空中停留最多5天。在第三天，贾里德·艾萨克曼和莎拉·吉利斯進行首次私人出舱活动。因為龍飛船沒有氣閘艙，所以即使只有兩人出舱，全飛船在此段時間都處於真空狀態。

## 相关
- 靈感4號